# Aeshna sitchensis
Espèce
Aeshna sitchensis est une espèce d'insectes de la famille des Aeshnidae appartenant au sous-ordre des anisoptères dans l'ordre des odonates. Son nom vernaculaire est l'æschne à zigzags.

## Description
Cette æschne mesure près de 60 mm de long. Les motifs abdominaux sont bleus chez le mâle et peuvent être jaunes à beige pâle chez la femelle. Les bandes thoraciques forment une sorte de zigzag, un motif qui est à l'origine de son nom vernaculaire. 

## Répartition
On retrouve l'espèce à travers le Canada et dans certains États du Nord des États-Unis.

## Habitat

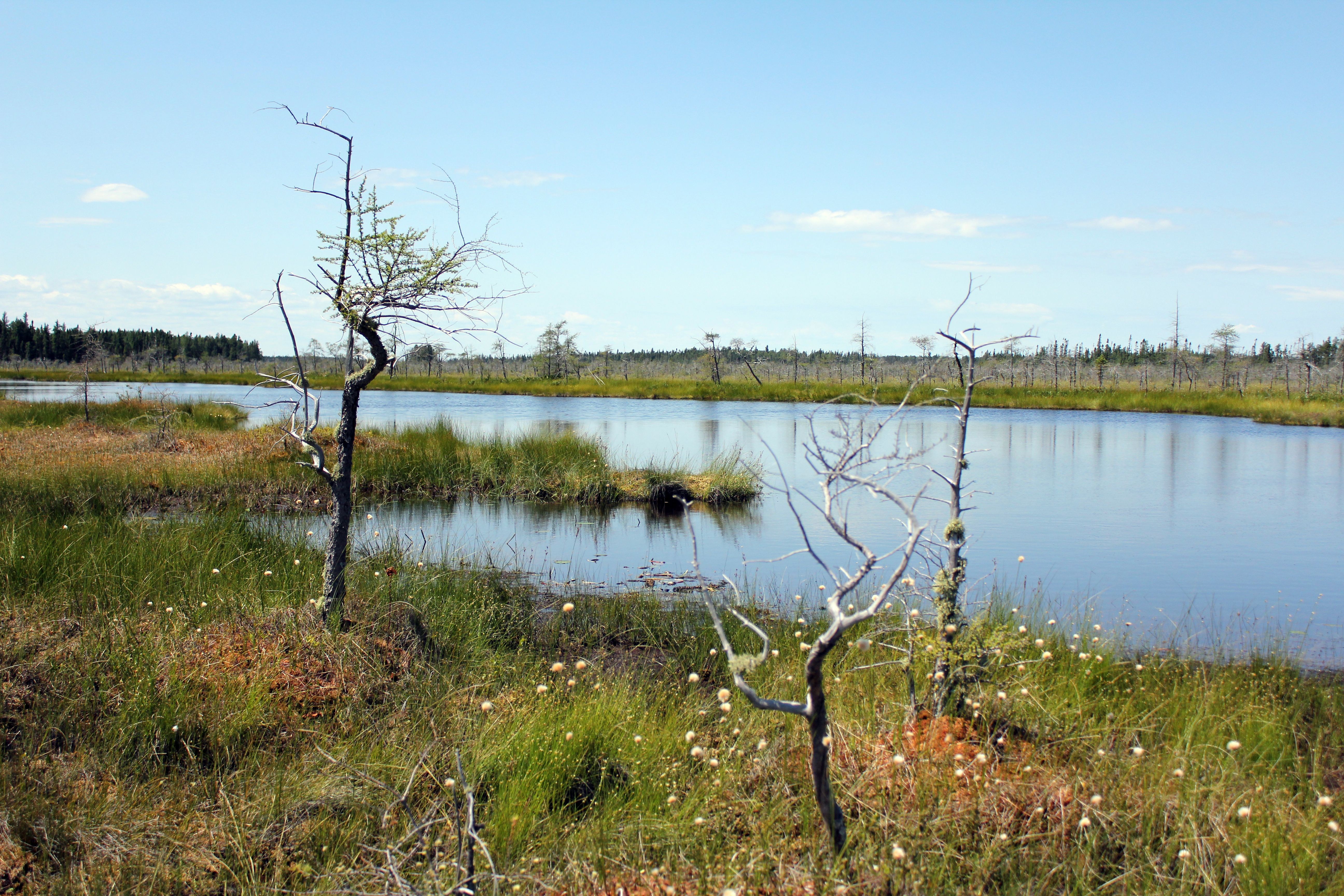
Habitat d'Aeshna sitchensis.

L'espèce semble apprécier les mares et les étangs tourbeux. On peut l'observer posée au sol ou sur les troncs d'arbres à proximité des tourbières. 